# Allégations d'implication de la CIA dans le trafic de drogue

L'implication de la CIA dans le trafic de drogue a été évoquée à différentes occasions. La Central Intelligence Agency (CIA) est l'une des agences de renseignement les plus connues des États-Unis.

## Affaires souvent évoquées

### Contrebande d'opium entre la CIA et le Kuomintang
Avant 1949, pour procurer des fonds au Kuomintang (KMT) et aux forces loyales au général Tchang Kaï-chek qui combattaient les communistes de Mao Zedong, la CIA aurait aidé le KMT à passer en contrebande de l'opium de la Chine à la Birmanie, jusqu'à Bangkok, en fournissant des avions de la compagnie Air America,.

### Financement des Contras dans les années 1980
Le San Jose Mercury News publie à partir d'août 1996, une enquête sur le financement des Contras au Nicaragua dans les années 1980 par des narcotrafiquants, avec l'aide de la CIA qui aurait sciemment favorisé la distribution de crack dans les banlieues noires de Los Angeles. Le sérieux de l'enquête est contesté par de nombreux médias dont The New York Times, The Washington Post et le Los Angeles Times,, et en mai 1997, le rédacteur en chef du San Jose Mercury News, Jerry Ceppos, désavoue dans une tribune du journal, le journaliste Gary Webb responsable de la série d'articles.
La dispute entre le journaliste et son employeur se résout par un accord 19 novembre 1997, le Mercury News reconnaissant le sérieux du travail de Gary Webb, mais exigeant la confidentialité du règlement du litige, ce qui pousse Webb à donner sa démission. Webb reprit et publia ses articles en 1998, dans un livre intitulé Dark Alliance.
La réponse de la CIA aux affirmations contenues dans l'enquête de Webb est disponible sur son site internet , dans un document PDF intitulé « Gérer un cauchemar: les affaires publiques de la CIA et l'histoire du complot en matière de drogue ». Le document est signé Nicholas Dujmovic, membre de la direction du renseignement de la CIA au moment de sa publication.
La campagne de dénigrement dont Gary Webb a été l'objet, alors qu'il était pourtant déjà lauréat du Prix Pulitzer, mena le journaliste à la dépression puis au suicide en 2004.
En 1985, plus d'une décennie avant la publication de la série d'article de Garry Webb, les journalistes de l'Associated Press Robert Parry et Brian Barger avaient déjà découvert que les groupes Contras s'étaient « livrés au trafic de cocaïne, en partie pour financer leur guerre contre le Nicaragua ».
Dans un geste qui préfigurait l'expérience de Webb, le président Ronald Reagan avait lancé « une campagne concertée en coulisses pour entacher le professionnalisme de Parry et Barger et discréditer tous les reportages sur les contras et les drogues », selon un article de Peter Kornbluh pour la Columbia Journalism Review.
Malgré tout, un sous-comité spécial du Sénat, présidé par le sénateur John Kerry à l'époque, a enquêté sur les conclusions de l'Associated Press et, en 1989, a publié un rapport de 1 166 pages sur les opérations des États-Unis en Amérique latine et dans les Caraïbes. Il a trouvé « des preuves considérables » que les Contras étaient liés à la circulation de drogues et d'armes à feu - et que le gouvernement américain était au courant.
Les articles de Gary Webb démontrent un lien clair entre la CIA et les fournisseurs des gangs qui livraient du crack au ghetto de Watts, dans le centre sud de Los Angeles. Sa série d'articles a provoqué la fureur de la communauté afro-américaine, et nombre de ses membres y ont vu la preuve d'une volonté, au sein de la Maison-Blanche, de génocide des afro-américains des ghettos, au moyen du crack. Les articles de Webb ont provoqué trois enquêtes officielles, dont l'une menée par la CIA et qui - en dépit de la réputation d'opacité de l'Agence - a confirmé la substance des découvertes de Webb . « En raison du travail de Gary Webb », a déclaré le sénateur John Kerry, « la CIA a lancé une enquête qui a trouvé des dizaines de contacts avec des trafiquants de drogue, ce qui ne serait pas arrivé si Gary Webb n'était monté au créneau et n'en avait pas pris la responsabilité ». Le célèbre journaliste et ancien correspondant de Newsweek Washington Robert Parry a quant à lui qualifié Webb de « héros américain »  
Au moins un journaliste, qui a participé à la campagne de discrédit de Gary Webb, éprouve des remords pour ce qu'il a fait. C'est ainsi que dans une interview à la radio en 2013, le journaliste du L.A. Times, Jesse Katz, témoigne : « En tant que journaliste du L.A. Times, nous avons vu cette série d'articles dans le San Jose Mercury News et les avons mis sous microscope. Et la plupart d'entre nous ont participé à leur critique. Avec le recul, nous dirions que c'était exagéré. Nous avions cette énorme équipe de gens au L.A. Times et nous nous sommes emparés d'un seul " fouille-merde " de Californie du Nord ».
« Une fois qu'on détruit la crédibilité d'un journaliste, il n'a plus rien », dit Schou. « Il n'a jamais pu s'en remettre ».
Un film réalisé par Michael Cuesta, s'inspirant de l'histoire de Gary Webb, est sorti en 2014 : Secret d'État (Kill the Messenger).
La série Snowfall relate elle aussi les mêmes faits.

### Contrebande de cocaïne entre le Venezuela et la Floride
En 1993, l'ancien chef de la Drug Enforcement Administration (DEA), Robert C. Bonner (en), fait une apparition à l'émission de CBS News 60 Minutes où il critique la CIA pour avoir permis l'envoi d'environ une tonne de cocaïne pure aux États-Unis en 1990 via le Venezuela sans avoir reçu l'approbation de la DEA.
En 1996, un grand jury de Floride inculpe le chef vénézuélien d'un programme anti-drogue de la CIA mis en place à la fin des années 1980, le général Ramon Guillen Davila, qui avait cherché avec la garde nationale vénézuélienne à infiltrer des gangs colombiens qui envoyaient de la cocaïne aux États-Unis. La CIA, malgré des objections de la Drug Enforcement Administration, avait autorisé l'expédition d'une tonne de cocaïne via l'aéroport international de Miami. La CIA dit l'avoir fait pour collecter des informations sur les cartels de la drogue colombiens, mais la drogue a fini par être vendue dans les rues. Guillen affirma pour sa défense que toutes ses opérations avaient été approuvées par la CIA,.